# Staliwo
Staliwo – wieloskładnikowy stop żelaza z węglem, niepoddany obróbce plastycznej.
W odmianach użytkowych zawartość węgla nie przekracza 1,5%, suma typowych domieszek również nie przekracza 1%. Właściwości mechaniczne staliwa są nieco niższe niż własności stali o takim samym składzie po obróbce plastycznej. Wynika to z charakterystycznych dla odlewów: gruboziarnistości i pustek międzykrystalicznych. Staliwo ma natomiast znacznie lepsze właściwości mechaniczne od żeliwa, w szczególności – jest plastycznie obrabialne, a odmiany o zawartości węgla poniżej 0,25% są również dobrze spawalne.
Ze względu na skład chemiczny rozróżnia się staliwa:
- węglowe – zawierające tylko składniki zwykłe i zanieczyszczenia z przerobu hutniczego
- stopowe – zawierające dodatkowo wprowadzone celowo domieszki stopowe

Ze względu na własności fizyczne i związane z nimi możliwości praktycznego zastosowania wyróżnia się staliwa:
- węglowe
  - zwykłej jakości
  - wyższej jakości
  - najwyższej jakości

Jakość wyznaczona jest określonymi w normach parametrami.
- stopowe
  - manganowe
  - manganowo-krzemowe
  - chromowe
  - chromowo-molibdenowe
  - chromowo-manganowo-krzemowe
  - żaroodporne
  - odporne na korozję (nierdzewne i kwasoodporne)
  - konstrukcyjne do pracy w podwyższonych temperaturach